# Bruno Bürki
Pour les articles homonymes, voir Burki.
Bruno Bürki, né le 11 mai 1931 à Berne en Suisse, est un pasteur suisse, professeur titulaire émérite de liturgie de l'université de Fribourg. 

## Parcours
Il devient docteur en théologie de l'université de Neuchâtel le 17 décembre 1968, après des études aux facultés de Berne, Heidelberg et Montpellier,. Nommé pasteur de paroisse et membre du conseil synodal de l'Église réformée du canton de Fribourg, il est également professeur de théologie pratique à la faculté de théologie protestante de Yaoundé au Cameroun, jusqu'en 1979,.
Responsable de la formation pastorale et diaconale des Églises réformées de Suisse romande, vice-président du conseil de la fédération des Églises protestantes de Suisse, il est, en 1981, chargé de cours puis professeur titulaire à la faculté de théologie de l'université de Fribourg, et en 1991 élu président de la Societas Liturgica.
Bruno Bürki est également membre du conseil de l'institut d'études œcuméniques et collaborateur à l'institut de science liturgique à la faculté de théologie de l'université de Fribourg.

## Travaux et publications
Une bibliographie des travaux de Bruno Bürki de 1950 à juillet 2001 a été établie par Arnaud Join-Lambert en 2001, suivie par une bibliographie de ses travaux effectués jusqu'en 2015 publiée par l'université de Fribourg.